# The Wheels on the Bus
The Wheels on the Bus är en barnvisa med text av Verena Hills (1898–1990). Den publicerades ursprungligen i december 1937 i ett nummer av American Childhood under titeln "The Bus"', och ursprungligen avslutades varje vers med "over the city streets" ("över stadens gator) i stället för "all through the town" ("genom hela staden") som senare blivit allt vanligare.
Sångtexten skildrar vad som sker under en busstur, och är även vanlig som rörelselek.
Sången är baserad på den brittiska sången "Here We Go Round the Mulberry Bush", och kan även sjungas till samma melodi som "Buffalo Gals", vilket bland andra Raffi har gjort vid en inspelning.

## Andra inspelningar
En inspelning blev 2002 en framgång för Michelle Chappel, som då uppträdde under artistnamnet "Mad Donna". Hennes inspelning innehåller en sampling av Madonnas "Ray of Light" från 1998.
Sången finns även med text på svenska, och heter då  Hjulen på bussen, vilken bland annat spelats in av Pernilla Wahlgren 1996.

## Publikation
- Barnvisor och sånglekar till enkelt komp (svenska), 1984